# Megalopta genalis
Megalopta genalis – gatunek pszczoły z rodziny smuklikowatych. Występuje w rejonach tropikalnych Ameryki Środkowej i Południowej.  
Jeden z gatunków pszczół aktywnych nie w dzień, a w nocy; samice zbierają pokarm w dwóch krótkich przedziałach czasowych po zmierzchu oraz przed świtem. Ich oczy są przystosowane do funkcjonowania w słabym oświetleniu – mają większe ommatidia i szersze pręciki wzrokowe. Mimo że są oczami apozycyjnymi, a więc typem oka spotykanym u gatunków dziennych (w przeciwieństwie do oczu superpozycyjnych, charakterystycznych dla gatunków nocnych), są 27-krotnie bardziej wrażliwe na światło niż u porównywanych w badaniach pszczoły miodnej i Lasioglossum leucozonium. Ta nietypowa dla pszczół oraz stosunkowo krótka pora aktywności prawdopodobnie jest przyczyną tego, że Megalopta genalis jest pod stosunkowo małą presją (aktywnych w większości o innych porach) pasożytów gniazdowych.    
Gniazda budowane są w martwym drewnie. Część samic prowadzi samotny tryb życia, pozostałe są społeczne i tworzą kolonie złożone z królowej i kilku robotnic. W społecznych gniazdach tego gatunku zaobserwowano trofalaksję (karmienie dominującej samicy przez podporządkowane jej samice powracające z pokarmem, jak również innych samic przez tę dominującą). Jest to rzadko obserwowane zjawisko u pszczół smuklikowatych.   